# Semih Tezcan
Semih Tezcan (* 3. Dezember 1942 in Mersin; † 14. September 2017 in Istanbul) war ein deutsch-türkischer Turkologe.

## Werdegang
Tezcan studierte Sprachwissenschaften (u. a. Turkologie) in Ankara, Hamburg und Göttingen. 1967 bis 1971 promovierte er in Göttingen zu dem Thema Das uigurische Insadi-Sūtra (1974) bei Gerhard Doerfer. 1971 bis 1984 lehrte und forschte er an der Universität in Ankara, Fakultät für Sprache, Geschichte und Geographie (Dil ve Tarih-Corafya). Von 1984 bis 2008 war er in Bamberg an der dortigen Universität als Dozent am Lehrstuhl für Türkische Sprache, Geschichte und Kultur tätig und arbeitete u. a. mit Klaus Kreiser und Ingeborg Baldauf zusammen. 2002 übernahm er zudem die Leitung des Projekts „Turfanforschung“ an der Berlin-Brandenburgischen Akademie der Wissenschaften, für die er bereits seit 1994 tätig war. 2006 wurde er mit dem höchsten Wissenschaftspreis der Türkischen Akademie der Wissenschaften ausgezeichnet. Nach dem Ruhestand in Bamberg unterrichtete er von 2008 bis 2016 weiter an der Bilkent-Universität in Ankara und führte u. a. zusammen mit seiner Frau, Nuran Tezcan, und dem amerikanischen Turkologen Robert Dankoff (Chicago) umfangreiche Forschungen zu Evliyâ Çelebi durch. Er war Mitglied des Türkischen UNESCO-Weltkulturerbe-Komitees.
Zuletzt leitete er die Edition des Geschichtlichen und Etymologischen Wörterbuches des Türkei-Türkischen von dem renommierten österreichischen Turkologen Andreas Tietze für die Türkische Akademie der Wissenschaften (TÜBA).
Zahlreiche wissenschaftliche Arbeiten und Bücher stammen von Tezcan. Besondere Verdienste erwarb er sich um die Turksprache Chaladsch, die er ab den 1970er Jahren im Iran erforschte und die inzwischen als ausgestorben gilt.
Tezcan erlitt im September 2017 an Bord eines Flugzeugs einen Herzinfarkt, an dessen Folgen er im Alter von 74 Jahren starb.

## Artikel über
- Der bedeutende Turkologe und Sprachwissenschaftler Semih Tezcan ist verstorben, Nachruf der Uni Bamberg.[4]
- Türkçe, kıymetli bir oğlu Semih Tezcan'ı kaybetti, Cumhuriyet 17. September 2017
- Türkolojinin önde gelen ismi Prof. Tezcan yaşamını yitirdi, Hürriyet 15. September 2017
- Ein weltmeisterlicher Wissenschaftler, Archiv Uni-Bamberg, 13. Juni 2006, Klaus Kreiser

## Werke
- Das uigurische Insadi-Sūtra. Akademie-Verlag, Berlin 1974.
- Wörterbuch des Chaladsch (Dialekt von Xarrab). (Gerhard Doerfer ile birlikte). Akadémiai Kiadó, Budapest 1980, 232 s.
- Türkçe Sözlük. Genişletilmiş 7. baskı, 2 cilt. (Mustafa Canpolat ve TDK Sözlük Kolu uzmanlarıyla birlikte). Türk Dil Kurumu, Ankara 1983, 1354 s.
- Nehcü’l-ferādīs II - Metin. (Çevriyazı: J. Eckmann, düzeltmeler ve “Önsöz”: S. Tezcan.) (Hamza Zülfikar ile birlikte yayınlanmıştır). Türk Dil Kurumu Ankara [1984], XI + 312 s., 2. Auflage 1995.
- Tatarisch-Deutsches Wörterbuch. (Tamurbek Dawletschin ve Irma Dawletschin ile birlikte). Turkologie und Türkeikunde c. 2. Otto Harrassowitz Verlag, Wiesbaden 1989, 365 s.
- Folklore-Texte der Chaladsch. (Gerhard Doerfer ile birlikte). Turcologica c. 19. Otto Harrassowitz Verlag, Wiesbaden 1994, XVI + 398 s.
- Bir Ziyafet Defteri. Das osmanische Reich in seinen Archivalien und Chroniken (Nejat Göyünç Armağanı). Beiruter Texte und Studien: Türkische Welten, c. 1 Yayınlayanlar: Klaus Kreiser, Christoph Klaus Neumann. İstanbul 1997, 261-97.
- Dede Korkut Oğuznameleri. Yapı Kredi Yayınları, İstanbul 2001, 315 s., 2. Auflage 2003, 3. Auflage 2006, 4. Auflage 2012.
- Dede Korkut Oğuznameleri Üzerine Notlar. Yapı Kredi Yayınları, İstanbul 2001, 424 s.
- Kutadgu Bilig’in Söz Varlığı Üzerine Yeni Notlar. Doğumunun 990. Yılında Yusuf Has Hacib ve Eseri Kutadgu Bilig Bildirileri. Yayınlayan:Musa Duman. TDK Ankara 2011, 523-34.
- Türk Dilinin Büyük Ustası Evliyâ Çelebi. Evliyâ Çelebi Konuşmaları / Yazılar. Yayınlayan: Sabri Koz. Yapı Kredi Yayınları, İstanbul 2011, 275-82.
- Bir Dâhinin Seyahatnâmesi. Evliyâ Çelebi.Yayınlayanlar: Nuran Tezcan ve S. Tezcan. T.C. Kültür ve Turizm Bakanlığı, Ankara 2011, 13–15.  Englische Übersetzung: The Travel Book of a Genius. Evliyâ Çelebi – Studies and Essays Commemorating the 400th Anniversary of his Birth. Republic of Turkey Ministry of Culture and Tourism Publications, Ankara 2012, 17-19.
- Evliyâ Çelebi’nin Okçuluğu. Evliyâ Çelebi. Yayınlayanlar: Nuran Tezcan ve S. Tezcan. T.C. Kültür ve Turizm Bakanlığı, Ankara 2011, 30–38.  Englische Übersetzung: Evliyâ Çelebi the Archer. Evliyâ Çelebi – Studies and Essays Commemorating the 400th Anniversary of his Birth. Republic of Turkey Ministry of Culture and Tourism Publications, Ankara 2012, 33-40
- Eflatun Çadırı. Evliyâ Çelebi. Yayınlayanlar: Nuran Tezcan ve S. Tezcan T.C. Kültür ve Turizm Bakanlığı, Ankara 2011, 208–10. Englische Übersetzung: Plato’s Pavilion – Tower of the Winds. Evliyâ Çelebi – Studies and Essays Commemorating the 400th Anniversary of his Birth. Republic of Turkey Ministry of Culture and Tourism Publications, Ankara 2012, 210-12.
- TARİHÎ VE ETİMOLOJİK TÜRKİYE TÜRKÇESİ LUGATİ, Yazar: Prof. Dr. Andreas Tietze, Edition Semih Tezcan u. a., 4 Cilt, (Türkiye Bilimler Akademisi - Online Kitap Satış (Memento vom 29. November 2017 im Internet Archive))